# Nydalen (przystanek kolejowy)
Nydalen – kolejowy przystanek osobowy w Nydalen, w regionie Oslo w Norwegii, jest oddalony od Oslo Sentralstasjon o 8,00.

## Ruch pasażerski
Leży na linii Gjøvikbanen. Jest elementem  kolei aglomeracyjnej w Oslo - w systemie SKM ma numer  300.  Obsługuje Oslo Sentralstasjon, Gjøvik. Pociągi odjeżdżają w obu kierunkach co pół godziny; część pociągów nie zatrzymuje się na wszystkich stacjach. 

## Obsługa pasażerów
Wiata, automat biletowy, parking dla rowerów. Odprawa podróżnych odbywa się w pociągu.
| Początkowa | Poprzednia | Numer | Następna | Końcowa |
| ---------- | ---------- | ----- | -------- | ------- |
| Skøyen     | Grefsen    | 300   | Kjelsås  | Gjøvik  |